# Гастроваскулярная система
Гастроваскулярная система (от др.-греч. γαστήρ «желудок» и лат. vasculum «небольшой сосуд») — желудочно-сосудистая система, играющая роль органов пищеварения у некоторых животных — книдарий (медуз) и гребневиков. Составными частями гастроваскулярной системы является желудок и отходящие от него каналы (одиночные или ветвящиеся). Так, у многих гребневиков в состав гастроваскулярной системы входят неветвящиеся каналы, расположенные по бокам глотки, канал акрогастера, разделяющийся на четыре ветви, а также дихотомически ветвящиеся каналы среднего яруса, соединенные с восемью меридиональными каналами. Благодаря этим каналам гастроваскулярная система выполняет пищеварительные функции, а также распределяет питательные вещества в организме.